# Aconitum patentipilum
Aconitum patentipilum är en ranunkelväxtart som först beskrevs av G. Gayer, och fick sitt nu gällande namn av G. Grintescu. Aconitum patentipilum ingår i släktet stormhattar, och familjen ranunkelväxter. Inga underarter finns listade i Catalogue of Life.